# Kirkby la Thorpe
Kirkby la Thorpe är en civil parish i Storbritannien. Den är belägen i grevskapet Lincolnshire och riksdelen England, i den sydöstra delen av landet, 170 km norr om huvudstaden London.
Kustklimat råder i trakten. Årsmedeltemperaturen i trakten är 9 °C. Den varmaste månaden är augusti, då medeltemperaturen är 17 °C, och den kallaste är december, med 0 °C.